# Herman Hertzberger
Herman Hertzberger (6. srpnja 1932.), nizozemski arhitekt.

## Životopis
Rođen je 1932. godine u Berlinu. Nakon studija u Delftu, godine 1958. otvara vlastiti ured. Između 1959. i 1963. uređuje nizozemski časopis Forum, s Aldom van Eyckom, Jaapom Bakemom i drugima. Godine 1970. postaje profesor Tehničkog Sveučilišta u Delftu. Od 1975. počasni je član Belgijske Kraljevske Akademije, a od 1982. do 1993. gostujući profesor u Ženevi. Nakon 1990. postaje profesor na Berlage Institutu u Amsterdamu.

## Arhitektura
Uz Alda van Eycka, Hertzberger je bio ključan utjecaj u nizozemskom pokretu strukturalizma tokom '60ih godina. Vjerovao je da zadatak arhitekta nije dati konkretno rješenje, već omogućiti prostorni okvir unutar kojega će korisnici ostvariti svoje potrebe za prostorom. Njegov pristup u arhitekturi preispituje modernističko vjerovanje da "forma slijedi funkciju", te razbija krutu formu arhitekture na fleksibilnu strukturu, čiji je cilj omogućiti razne oblike aktivnosti svojim korisnicima. Neki od važnih primjera Hertzbergerove arhitekture su zgrada osiguravajućeg društva Centraal Beheer u Apeldoorn (1970.–'72.), Daigoonwoningen u Delft (1968-1971), Montessori škola u Delft (1966.-'70.), radionica tekstila Lin Mij u Amsterdam (1962.-'64., kasnije srušena) te zgrada Ministarstva rada i socijalne skrbi u Haag.
Hertzberger u oblikovanju svoje arhitekture na poetičan način koristi jednostavne, vrlo ekonomične materijale, dovodeći do izražaja čisti volumen. Kompoziciju formira dodavanjem jednostavnih volumena (kubusa) u prostorni sklop. Prostore između koristi kao prostore kontakta, socijalizacije. I u kasnijim razdobljima djelovanja Hertzberger ostaje dosljedan duhu suvremenoga, te upotrebljava nove materijale i tehnologije kao tvorce prostornih okvira kojima se njegova arhitektura bavi.

## Vanjske poveznice
- Daigoonwoningen, Delft - Herman Hertzberger